# Woodlawn (filme)
Woodlawn (Brasil: Talento e Fé / Portugal: Woodlawn - Talento e Fé) é um filme estadunidense de 2015 do gênero drama, dirigido pelos irmãos Erwin e estrelado por Sean Astin, Nic Bishop, Caleb Castille, Sherri Shepherd, Jon Voight e C. Thomas Howell.

## Elenco
- Sean Astin...Hank Erwin
- Nic Bishop...Treinador Tandy Gerelds
- Caleb Castille...Tony Nathan
- Sherri Shepherd...Momma Nathan
- Jon Voight...Paul "Bear" Bryant
- C. Thomas Howell...George "Shorty" White
- Kevin Sizemore...Treinador Jerry Stearns